# 福田豊土
福田 豊土（ふくだ とよと、1934年〈昭和9年〉1月1日 - 1998年〈平成10年〉2月18日）は、東京市出身の俳優。

## 来歴・人物
日本画家の福田豊四郎の長男として東京市（現東京都）世田谷区で生まれ、日本大学文学部英文科を中退。血液型B型。特技は英会話。
俳優座養成所第6期生として劇団俳優座を経て、鈴木とし江事務所所属。俳優座での同期には近藤洋介などがいた。
多数の作品に出演する一方、1960年代から1982年まで、ライオン（1979年12月まではライオン歯磨）「デンターライオン」のCMに出演。「リンゴをかじると歯茎から血がでませんか?」のフレーズで知名度が上がる。
1998年2月18日、肝臓癌のため東京都新宿区の東京女子医科大学病院で死去、64歳没。
1934年生まれではあるが、昭和九年会には不参加。

## 後任
- 園江治（『シャーロック・ホームズの冒険』：ジョン・H・ワトスン〈エドワード・ハードウィック〉役 ※完全版DVD追加収録部分）
- 藤本譲（『ミス・マープル』スリーピング・マーダー：ケネディ役 ※完全版DVD追加収録部分）

## 出演

### テレビドラマ
- 1962年 泣くなマックス（TBS） - 善光寺満三
- 1964年 三匹の侍 第20話「真贋破邪」（CX）
- 1964年 馬六先生人生日記（NHK）
- ザ・ガードマン（TBS）
  - 1966年 第53話「雪崩」
  - 1967年 第107話「古墳の呪い」
  - 1969年 第231話「うるさい夫を片づける方法」
  - 1969年 第241話「生まれたわが子はお化けの赤ちゃん」
  - 1970年 第272話「宝石泥棒の連続殺人」
  - 1970年 第286話「人妻のアルバイトは死を招く」
  - 1971年 第310話「女子学園スキャンダル殺人」
  - 1971年 第345話「まあ恥ずかしい! スターの告白」
- 1966年 ウルトラQ 第13話「ガラダマ」（TBS / 円谷プロ） - 大木先生
- 銭形平次（CX / 東映）
  - 1967年 第63話「化粧する女」 - 横井
  - 1973年 第388話「人情大利根往来」 - 栄三
- 大河ドラマ（NHK）
  - 1968年 竜馬がゆく - 島本審次郎
  - 1972年 新・平家物語 - 阿波民部
  - 1975年 元禄太平記 - 前原伊助
  - 1976年 風と雲と虹と - 伊和員経
  - 1979年 草燃える - 土肥実平
  - 1983年 徳川家康 - 酒井忠次
  - 1985年 春の波涛 - 巳与吉
  - 1987年 独眼竜政宗 - 小梁川盛宗
  - 1995年 八代将軍吉宗 - 土岐朝治
- 1968年 ポーラテレビ小説 / 三人の母（1968年 - 1969年、TBS） - 服部先生
- 1969年 サインはV（TBS） - 東郷
- 1970年 ありがとう（TBS）
- 遠山の金さん捕物帳（NET / 東映）
  - 第1話「待てなかった女」（1970年） - 中川善三郎
  - 第63話「夜霧に消えた男」（1971年） - 清次
  - 第79話「流れ星を斬る男」（1972年） - 雲仙
  - 第106話「女房と二度別れた男」（1972年） - 清七
- 1970年 君は海を見たか（NTV）
- 1971年 ナショナルゴールデン劇場 / 葦の浮舟（NET）
- 水戸黄門（TBS / C.A.L）
  - 1972年 第3部 第8話「雪姫変化 -掛川-」 - 吉兵衛
  - 1975年 第6部 第10話「兄妹拳法絶海の対決 -隠岐-」 - 平作
  - 1979年 第10部 第4話「仇討ち箱根馬子唄 -箱根-」 - 近藤幸三郎
  - 1986年 第16部 第23話「涙で誓った盗っ人仁義 -長岡-」 - 友造
  - 第19部
    - 1989年 第4話「大望隠した離縁状 -三春-」 - 三春屋忠造
    - 1990年 第28話「占い名人梅里先生 -川越-」 - むさし屋嘉兵衛

  - 1991年 第20部 第47話「嘘を承知の偽黄門 -日光-」 - 嘉兵衛
  - 1995年 第23部 第40話「闇を切り裂く白頭巾 -江戸-」 - 仁兵衛
  - 1995年 第24部 第12話「お化けになって悪退治 -別府-」 - 清川屋
- 大岡越前（TBS / C.A.L）
  - 1972年 第3部 第11話「夜の奉行」 - 夜の奉行
  - 1975年 第4部 第23話「持った病の人助け」 - 大塚平兵衛
  - 1985年 第9部 第6話「探した我が子は女掏摸」 - 安造
  - 1988年 第10部 第14話「闇夜に迫る辻斬りの恐怖」 - 卯平
- 1972年 パパと呼ばないで 第11話「ネコふんじゃった」（NTV / ユニオン映画） - 尾崎
- 1972年 キイハンター 第234話「頑張れ! 小さなカウボーイ 死の谷の決闘」（TBS） - 牧場主・児玉
- 1973年 地獄の辰捕物控 第15話「わらべ歌が闇に聞こえた」（NET）
- 1973年 科学捜査官（1973年 - 1974年、KTV / 松竹） - 大島技官
- 1973年 子連れ狼 第26話「大五郎絶唱」（NTV） - 留吉
- 夜明けの刑事（TBS / 大映テレビ）
  - 1974年 第1話「女の悲鳴」　- 病院医師
  - 1975年 第35話「塾ブームに殺された先生」
  - 1975年 第43話「愛の終わりに殺された女」 - 杉江
  - 1977年 第110話「危うし!女刑事」
- 1974年 オズの魔法使い（1974年 - 1975年、NTV / テレビマンユニオン） - オズ博士
- 1974年 暗闇仕留人 第27話「別れにて候」（ABC） - 根岸屋治兵衛
- 1975年 傷だらけの天使 第17話「回転木馬に熱いさよならを」（NTV / 東宝） - 斎藤専務
- 1975年 非情のライセンス 第2シリーズ 第42話「兇悪の時効」（NET） - 柳下洋介
- 1975年 影同心 第25話「相合傘の殺し節」（MBS） - 相模屋宗兵衛
- 1975年 日本沈没 第21話「火柱に散る、伊豆大島」（TBS / 東宝） - 日本救護センターの医師・大崎健一郎
- 1975年 同心部屋御用帳 江戸の旋風 第24話「駆け落ち裁き」（CX）
- 1975年 鬼平犯科帳 第1話「用心棒」（NET / 東宝） ※丹波哲郎版
- Gメン'75（TBS / 東映）
  - 1975年 第11話「ピストル市場」 - 茂木刑事
  - 1978年 第138話「複顔術」 - 井川助教授
  - 1978年 第152話「女だけの通夜」 - 坂東五郎
  - 1978年 第169話「深夜バスの乗客大量殺人事件」 - 山上清作
  - 1979年 第192話「バラバラ殺人事件」 - 科警研技官
  - 1980年 第277話「大暴走!ガソリンタンクローリー」 - 石倉順造
- 1975年 赤い疑惑（1975年 - 1976年、TBS） - 森川助教授
- 1977年 怪人二十面相 第1話「帰ってきた二十面相」（CX / 大映テレビ）
- 1977年 華麗なる刑事 第24話「恐怖のドライブ・イン」（CX / 東宝） - 森ノブオ
- 1977年 刑事犬カール（1977年 - 1978年、TBS） - 北条謙造
- 土曜ワイド劇場（ANB）
  - 1977年 松本清張のガラスの城
  - 1980年 帝銀事件 大量殺人 獄中32年の死刑囚（松竹） - ナレーション
  - 1982年 松本清張の風の息（松竹） - ナレーション
  - 1992年 森村誠一の終着駅シリーズ「信濃大町発7時53分あずさ8号殺意のめぐり逢い」
  - 1992年 女弁護士 朝吹里矢子 第13話「選ばれた衝動殺人」 - 確永道造
  - 1994年 混浴露天風呂連続殺人 第13話「雨の奥飛騨に消えた影・ヌードギャル秘湯ツアー」（ABC） - 山村刑事
  - 1996年 女調査員・おでん屋“ぽんた”探偵局 第1話「自殺か他殺か!? 父から娘へ贈られた保険金に秘められた過去!!」（ABC）
- 土曜ドラマ（NHK）
  - 1977年 松本清張シリーズ・依頼人 - 岩淵信之
  - 1978年 優しい時代 - 三木憲吉
- 1978年 新・座頭市 第2シリーズ 第2話「目なしだるまに春が来た」（CX） - 芳松
- 1978年 新五捕物帳 第17話「男涙に星が降る」（NTV） - 勘助
- 大空港（CX / 松竹）
  - 1978年 第18話「人質奪回作戦 悪魔にもなれ! 父の愛」 - 山脇栄治
  - 1979年 第60話「襲撃! 空港特捜車を爆破しろ!!」 - カノウ（画家）
- 1979年 同心部屋御用帳 江戸の旋風IV 第25話「愛と復讐の罠」（CX / 東宝） - 太助
- 1979年 桃太郎侍（NTV / 東映） ※高橋英樹版
  - 第96話「父娘を結ぶ赤い布」 - 西川左京
  - 第141話、第143話、第150話、第152話 - 第154話、第156話、第157話、第159話、第161話、第162話、第167話、第168話、第172話、第174話、第178話、第179話、第192話、第194話、第196話、第197話、第199話、第201話 - 御用聞き・九蔵親分
- 1980年 蒼き狼 成吉思汗の生涯（ANB）
- 1981年 特捜最前線 第194話「判事、ラブホテル密会事件!」（ANB / 東映） - 桜井修一郎
- ザ・サスペンス（TBS）
  - 1982年 松本清張の時間の習俗（大映テレビ） - 大橋警部
  - 1982年 消えたスクールバス（大映テレビ） - 松宮理事長
  - 1982年 温情判事（大映テレビ） - 主任刑事
  - 1983年 妻は告白する（近藤照男プロ） - 浦田宏
- 火曜サスペンス劇場（NTV）
  - 1982年 松本清張の指（松竹） - 刑事
  - 1987年 土地狂乱殺人事件（松竹）
  - 1992年 森村誠一の共犯の瞳（日本映像） - 黒松勇蔵
  - 1993年 掏摸（）（東映） - 赤沢剛平
  - 1993年 小京都ミステリー 第9話「出雲路天女伝説殺人事件」（大映テレビ）
- 1982年 ザ・ハングマンII 第18話「さらわれた女子大生 救出トンビ作戦」（ABC） - 東亜銀行総務部長・野村康男
- 1982年 立花登 青春手控え 第14話「何処へ」（NHK）
- 1984年 スクール☆ウォーズ（TBS） - 山崎加代の父
  - 第18話「去りゆく君へ」
  - 第19話「友よ安らかに眠れ」
  - 第26話「花園よ永遠なれ」
- 1985年 旅よ恋よ女たちよ（NHK） - 庄司
- 1985年 真田太平記（1985年 - 1986年、NHK） - 慈海
- 長七郎江戸日記（NTV / ユニオン映画）
  - 1986年 第1シリーズ「天狗におびえる街」 - 居酒屋主人・権兵衛
  - 1991年 第3シリーズ「名のれぬ女」 - 畳奉行所手代・早瀬丑之助
- 1986年 松本清張サスペンス 隠花の飾り / 百円硬貨（KTV）
- 1987年 女ふたり捜査官 第16話「逆転！暴かれた離婚劇」（ABC / テレパック）
- 1987年 傑作時代劇（ANB） - ナレーター
  - 第14回「雲霧仁左衛門 江戸編」
  - 第15回「雲霧仁左衛門 名古屋編」
- 1987年 密会の宿 第3作「湯けむり旅館連続殺人 喪服の男と仮面の美女が…」（ANB）
- 1987年 ジャングル 第32話「四時間の空白」（NTV / 東宝）
- 1989年 奇兵隊（NTV） - 宍戸備前
- 名奉行 遠山の金さん（ANB / 東映）
  - 1989年 第2シリーズ 第2話「美少女を救え!隠密同心の怒り」 - 大黒屋仁左衛門
  - 第3シリーズ
    - 1990年 第2話「お婆ちゃんの隠し財産を狙え!」 - 笹倉喜八
    - 1991年 第21話「奉行に悪女の罠!」 - 吾平

  - 1993年 第5シリーズ 第12話「女の斗い!風呂屋乗っ取りの罠」 - 近江屋宗右衛門
  - 1994年 第6シリーズ 第6話「必殺世直し人の娘」 - 加納屋万兵衛
- 1990年 火曜ミステリー劇場 / 特急ひたち奥久慈温泉殺人ルート（ANB）
- 1990年 付き馬屋おえん事件帳 第1シリーズ 第2話「吉原恋模様 身請け話に泣く女」（TX） - 越前屋
- 1990年 勝海舟（NTV） - 小笠原長行
- 1991年 女無宿人 半身のお紺 第2話「心遣いは無用にて候」（TX） - 小野屋仙右衛門
- 銭形平次（CX） ※北大路欣也版
  - 1991年 第1シリーズ 第6話「おとぎ話の殺人」 - 忠左衛門
  - 1993年 第3シリーズ 第4話「炎の記憶」 - 盗賊の頭
- 1991年 松本清張作家活動40年記念・波の塔（CX / 共同テレビ） - 石井検事
- はぐれ刑事純情派（ANB / 東映）
  - 1991年 第4シリーズ 第24話「女検事の恋・ラブホテルで殺された少年」 - 竹本肇
  - 1995年 第8シリーズ 第19話「売上げ金強奪！ニセ警官の逆襲」 - 岩田巡査
- 1992年 風林火山（NTV） - 馬場信春
- 1992年 特捜エクシードラフト（1992年 - 1993年、ANB / 東映） - 桂木重吉
- 1994年 魅せられて（THK）
- 1994年 南くんの恋人（ANB） - 校長先生
- 1994年 殿さま風来坊隠れ旅 第14話「女剣豪・赤頭巾ちゃんの冒険」（TX） - 永瀬勘兵衛
- 1995年 救急指定病院 第3話「連続婦女暴行犯で指名手配中の男が緊急入院」（NTV） - 勝又隆司
- 1997年 男の選びかた（THK） - 良夫

### 映画
- 1965年 証人の椅子（大映） - 浜田流二
- 1966年 新・事件記者 殺意の丘（東京映画） - 富永運転手
- 1967年 雪の喪章（大映） - 狭山国夫
- 1967年 千曲川絶唱（東宝） - 取調官
- 1968年 復讐の歌が聞える（松竹） - 富田
- 1969年 若者はゆく -続若者たち-（松竹） - 辰夫
- 1970年 商魂一代 天下の暴れん坊（東宝） - 森田晋三
- 1971年 タリラリラン高校生（大映） - 竹本
- 1973年 朝やけの詩（東宝） - 校長先生
- 1974年 恋は緑の風の中（東宝） - 愛川道夫
- 1975年 新幹線大爆破（東映） - 田代車掌長
- 1975年 金環蝕（東宝） - 宗像
- 1976年 大空のサムライ（東宝）
- 1977年 はだしのゲン 涙の爆発（共同映画） - 巡査
- 1978年 夜が崩れた（松竹） - 小口捜査係長
- 1979年 子育てごっこ（松竹） - 石出正吉
- 1979年 白昼の死角（東映） - 酒井
- 1979年 東京大空襲 ガラスのうさぎ（共同映画全国系列会議） - 大野
- 1979年 衝動殺人 息子よ（松竹） - 法律相談員
- 1980年 遙かなる走路（松竹） - 坂薫
- 1983年 この子を残して（松竹） - 佐川先生

### 舞台
- 1957年 りこうなお嫁さん
- 兵隊芝居
- ハムレット
- 十二夜
- 桜の園

### 吹き替え
- ひとすじの道
  - 1961年 第23話「新しい門出」 - ロイ・バークロフト
  - 1962年 第31話「目撃者の告白」 - ダン・ダーヤー
- 1963年 大いなる遺産 - ジョー・ガージャリー（演：バーナード・ミルズ）
- 1969年 噂の二人 - ジョー・カーディン（演：ジェームズ・ガーナー）
- 1970年 サタンバグ（テレビ朝日版） - Dr. グレゴール・ホフマン（演：リチャード・ベースハート）
- 1973年 トコリの橋（TBS版） - ハリー・ブルベーカー中尉（演：ウィリアム・ホールデン）
- 1973年 脱走山脈（テレビ朝日版） - ブルックス（演：オリヴァー・リード）
- 1974年 黒馬物語 - ゴードン（演：ウィリアム・ルーカス）
- 1974年 テレマークの要塞（フジテレビ版） - ロルフ・ペデルセン博士（演：カーク・ダグラス）
- 1975年 警部マクロード（NHK版）
  - 第1シーズン 第3話「ニューメキシコの顔」 - ウィン・ホリス（演：ジャッキー・クーパー）
  - 第1シーズン 第8話「赤い死のマーク」 - チャールズ・ホレンベック（演：ロス・マーティン）
- 1976年 野生の動物 - ナレーション（NHK (地上デジタル音声放送))
- 1978年 ザ・ヤクザ - タナー（演：ブライアン・キース）
- 1982年 遥かなる西部 - ハンス・ブランボー（演：アレックス・カラス）
  - 第7話「対立」
  - 第11話「嵐」
- 1983年 ドクトル・ジバゴ（テレビ朝日版） - アレクサンドル・グロムイコ（演：ラルフ・リチャードソン ）
- 1985年 ミス・マープル
  - 第2シーズン 第2話「スリーピング・マーダー」 - ジェームズ・ケネディ医者（演：フレデリック・トレヴェス）
- 1986年 知りすぎていた男（テレビ朝日版） - エドワード・ドレイトン（演：バーナード・マイルズ）
- 1987年 ターミネーター（テレビ朝日版） - トラクスラー刑事（演：ポール・ウィンフィールド）
- 1988年 シャーロック・ホームズの冒険 - ジョン・H・ワトスン（演：エドワード・ハードウィック）
- 1990年 アガサ・クリスティー「三幕の殺人魔術」「死者のあやまち」 - ポワロ（演：ピーター・ユスティノフ）
- 1992年 名探偵ポワロ（NHK版）
  - 第3シーズン 第28話「盗まれたロイヤル・ルビー」 - レイシー大佐（演：フレデリック・トレヴェス）

### CM
- ライオン / デンター・ライオン